# Hindsted Herred
Hindsted Herred var et herred i Aalborg Amt, nuværende Region Nordjylland.
I middelalderen hørte det under Himmersyssel, og fra 1660 til Aalborghus Amt
I Hindsted Herred ligger følgende sogne:
- Als Sogn – Hadsund Kommune
- Astrup Sogn – Arden Kommune
- Døstrup Sogn – Hobro Kommune
- Hadsund Sogn – Hadsund Kommune (Ej vist på kort)
- Hørby Sogn – Hobro Kommune
- Oue Sogn – Arden Kommune
- Rold Sogn – Arden Kommune
- Rostrup Sogn – Arden Kommune
- Skelund Sogn – Hadsund Kommune
- Store Arden Sogn – Arden Kommune
- Valsgaard Sogn – Arden Kommune
- Vebbestrup Sogn – Arden Kommune
- Visborg Sogn – Hadsund Kommune
- Vive Sogn – Hadsund Kommune
- Øls Sogn – Hobro Kommune